# Langenburg (Saskatchewan)
Ne doit pas être confondu avec Langenbourg.
Langenburg est une ville de la Saskatchewan au Canada.
Sa population était de 1 165 habitants en 2016, et de 1 228 habitants en 2021.